# Рогозовые
Рого́зовые (лат. Typhāceae) — семейство однодольных растений порядка Злакоцветные (Poales). Впервые выделено французским ботаником Антуаном Лораном де Жюссьё.

## Систематика
В состав семейства включают два рода растений:
- Рогоз (Typha) (включён в монотипную трибу Typheae[6])
- Ежеголовник (Sparganium) (включён в монотипную трибу Sparganieae[7])

Иногда семейство Рогозовые считают монотипным с единственным родом Рогоз, а род Ежеголовник выделяют в отдельное семейство Ежеголовниковые (Sparganiaceae). К настоящему времени Sparganiaceae обычно считается синонимом Typhaceae.

## Распространение, общая характеристика
Представители распространены от умеренных до тропических широт.
Разделение обоих родов произошло 89 млн лет назад. Однодомные растения, растущие в водном окружении. Цветки очень мелкие, собранные в плотные соцветия. Плоды нераскрывающиеся, семена пылевидные.